# Fred Couples
Frederick Steven Couples (Seattle, 3 oktober 1959) is een Amerikaanse professioneel golfer.

## Amateur
Als amateur was Couples in 1978 en 1979 All American. Bij het US Open in 1976 was hij de beste amateur.

## Professional
Couples werd in 1980 professional. Hij was in 1992 zeventien weken de beste speler van de wereld en won in dat jaar onder andere de Masters. Hij is daarnaast 24x bij de Majors in de top 10 geëindigd.
Hij speelt sinds 2010 op de Champions Tour, waar hij drie van de eerste vier toernooien won. In 2011 won hij het Senior Players Championship. Tijdens zijn carrière won hij 13 keer op de Champions Tour.

## Familie
Fred Couples heeft een broer, Tom Jr., en een zuster, Cindy. Het zijn de kinderen van Tom en Violet Sobrich Couples. Toms ouders heten Copolla, wat Tom liet veranderen toen hij naar de Verenigde Staten emigreerde. Violet is uit Kroatië. Tom werd tuinman in de Woodland Park Zoo in Seattle.
Couples ontmoette tijdens zijn studie aan de Houston Universiteit zijn toekomstige echtgenote Deborah. Het huwelijk ging in 1992 uit elkaar. Couples hertrouwde in 1998 met Thais Baker, die in 2009 aan borstkanker overleed. In 2001 pleegde Deborah zelfmoord.

## Gewonnen

### Amerikaanse Tour
- 1983: Kemper Open na play-off tegen T.C. Chen, Gil Morgan, Barry Jaeckel en Scott Simpson
- 1984: Tournament Players Championship
- 1987: Byron Nelson Golf Classic na play-off tegen Mark Calcavecchia
- 1990: Nissan Los Angeles Open
- 1991: Federal Express St Jude Open, B.C. Open
- 1992: Nissan Los Angeles Open na play-off tegen Davis Love III, Nestlé Invitational, de Masters
- 1993: Honda Classic
- 1994: Buick Open
- 1996: The Players Championship
- 1998: Bob Hope Chrysler Classic, Memorial Tournament
- 2003: Shell Houston Open

### Champions Tour
- 2010: The ACE Group Classic, de Toshiba Classic, het Cap Cana Championship en de Administaff Small Business Classic
- 2011: Senior Players Championship
- 2012: Mississippi Gulf Resort Classic en The Senior Open Championship
- 2013: Charles Schwab Cup Championship
- 2014: Toshiba Classic, Shaw Charity Classic
- 2017: Chubb Classic, American Family Insurance Championship

### Europese Tour
- 1995: Dubai Desert Classic, Johnnie Walker Classic

### Elders
- 1978: Washington Open (als amateur)
- 1983: JCPenney Mixed Team Classic (met Jan Stephenson)
- 1988: Northwest Open
- 1990: Northwest Open, RMCC Invitational (met Raymond Floyd), Sazale Classic (met Mike Donald)
- 1991: Johnnie Walker World Golf Championship
- 1993: World Cup (individueel), Lincoln-Mercury Kapalua International
- 1994: Lincoln-Mercury Kapalua International, Franklin Templeton Shark Shootout (met Brad Faxon), Wendy's 3-Tour Challenge (met Paul Azinger en Greg Norman)
- 1995: Johnnie Walker World Golf Championship, Skins Game
- 1996: Skins Game, Wendy's 3-Tour Challenge (met Davis Love III en Payne Stewart)
- 1997: Wendy's 3-Tour Challenge (met Tom Lehman en Phil Mickelson)
- 1999: Franklin Templeton Shark Shootout (met David Duval), Skins Game
- 2001: Hyundai Team Matches (met Mark Calcavecchia)
- 2003:The ConAgra Foods Skins Game, Tylenol Par-3 Shootout at Treetops Resort
- 2004: Merrill Lynch Skins Game, Tylenol Par-3 Shootout at Treetops Resort
- 2006: ING Par-3 Shootout

## Teamdeelnames
- De Verenigde Staten tegen Japan: 1984
- Ryder Cup: 1989 (tie), 1991 (winnaars), 1995, 1997, 2012 (ass.captain)
- World Cup: 1992, 1993, 1994 en 1995 (alle gewonnen met Davis Love III)
- Alfred Dunhill Cup: 1993 (winnaar met John Daly en Payne Stewart)
- Asahi Glass Four Tours World Championship of Golf: 1990, 1991
- Presidents Cup: 1884 (winnaars), 1996 (winnaars), 1998, 2005, 2009 (winnaars, captain)